# 타이강 호크스
타이강 호크스(중국어 정체자: 台鋼雄鷹, 영어: TSG Hawks)는 중화민국 중화 직업봉구 대연맹에 소속되어 있는 프로야구팀으로 2022년 6월 8일 프로야구 합류와 팀 로고를 발표하고 창단을 알렸다. 2023년 2군 리그에 참여하였고 2024년부터 1군 리그에 합류한다. 연고지는 가오슝시이다.